# Palais Galli
Le Palazzo Galli est un palais néo-éclectique de Naples, construit en 1927, dans le cadre de l'urbanisation et de l'assainissement du Borgo Santa Lucia, dans le quartier San Ferdinando.

## Description
Il est l'œuvre de l'architecte Gino Coppedè, et de l'ingénieur Gioacchino Luigi Mellucci sur la commande de l'entrepreneur Giovanni Galli et Mannajuolo. 
Le bâtiment se compose d'un grand bloc, et constitue un témoignage intéressant du composite et excentrique style Coppedè diffusé à cette période à Rome (voir le Quartier Coppedè).